# أشكال الفن في الطبيعة
أشكال الفن في الطبيعة (Kunstformen der Natur) هو كتاب من المطبوعات الحجرية والتدرجات الظلية من تأليف عالم الأحياء الألماني إرنست هيكل.